# پیتر کریس
 پیتر کریس (انگلیسی: Peter Criss؛ زاده ۲۰ دسامبر ۱۹۴۵) یک موسیقی‌دان اهل ایالات متحده آمریکا است. وی از سال ۱۹۶۴ میلادی تاکنون مشغول فعالیت بوده‌است.